# Іспанський світ
Іспанський світ (ісп. Hispanidad, МФА: [is.pa.niˈðað], «іспанство») — спільнота держав та народів, у яких значну роль відіграє іспанська мова та сформована на її основі іспанська культура. Іспаномовна наднаціональна співдружність, субцивілізація.

## Означення
Словник іспанської мови Королівської академії іспанської мови дає таке тлумачення терміна «Іспанідад»:
- Загальний характер всіх носіїв іспанської мови та іберійської культури;
- Сукупність (спільність) іспаномовних народів;
- Іспанізм (застаріле).

## Історія
Доктрина «Іспанідад», під час свого виникнення, була реакцією на поразки Іспанії у війні із США 1898 року, спроба морально компенсувати територіальні втрати Іспанії, які вона зазнала у ХІХ ст., стверджуючи месіанський характер іспанської нації. Ідея «Іспанідад» посіла особливе місце у іспанському русі національного відродження. 

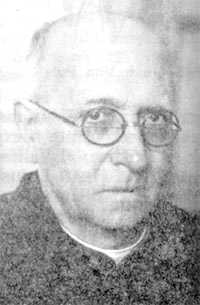
Закаріс де Візкарра

Автори ідеології «Іспанідад» створили образ Іспанії як «Матері-батьківщини» латиноамериканських народів. У сучасному світі ідея «Іспанідад» дозволяє Іспанії позиціонувати себе як ключову країну, через свої зв'язків з Латинською Америкою.

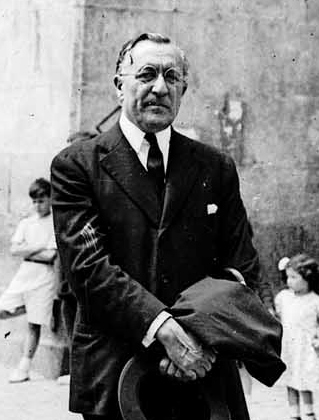
Раміро де Маесту

Іспанський письменник, філософ, дипломат другої половини ХІХ ст. Анхель Ґанівет у «Іспанському ідеаріумі» 1897 року стверджував, що визначальним елементом національного характеру є дух іспанської землі, так званий територіальний дух, обумовлений географічним середовищем країни, що несе в собі «рішення великих політичних питань». Втілення цього духу він відчув у образі Дон Кіхота та постаті Сенеки. Сила Дон Кіхота, та сила іспанського народу — здатності творити ідеали.
Термін «Іспанідад» з'явився у словнику іспанської мови 1803 року. Спочатку під ним розумівся «іспанізм» — спосіб комунікації в іспанській мові. У ХХ ст. цей термін змінює свій зміст та набуває рис філософсько-політичної концепції, породженої «Поколінням 98-го року». В цьому сенсі термін «Іспанідад» уперше був використаний Міґелем де Унамуно-і-Хуґо у 1909 році, як наднаціональне почуття життя народів, що говорять іспанською мовою та відчувають свій «невимовний у однозначних визначеннях зв'язок».
З 1926 року термін «Іспанідад» починає активно використовуватися. У своєму «Відкритому листі Хосе Марії Салаверрії» (ісп. Carta abierta a D. José María Salaverría) Авеліно Ґутьєррез протиставляє в культурному та політичному плані концепції «Іспанідад» та «Італіанідад» концепції «Латинідада» (фр. latinidad), котра була введена французами у середині XIX століття для того, щоб ідеологічно виправдати імперські амбіції Франції.
Творцем релігійно-політичної доктрини «Іспанідад» був іспанський католицький богослов, історик, академік Королівської академії іспанської мови, депутат кортесів Раміро де Маесту, розстріляний республіканцями під час громадянської війни. Основні положення доктрини були сформульовані в його праці «Захист іспанідад» (1934). Вона формувалася під впливом ідей Хуана Доносо Кортеса, Хайме Бальмеса, Марселіно Менендеса Пелайо, Анхеля Ґанівета. За твердженням де Маесту, світ іспанської спільності складений з людей білої, чорної, індіанської та малайської рас і їх різних комбінацій. Усі ці народи складають іспанську расу, на приналежність до якої не впливають ні колір шкіри, ні анатомічні особливості, ні інші біологічні показники. Раміро де Маесту писав: 
| «Раса для нас утворюється мовою та вірою, що є дух, але ніяк не таємницями протоплазми»[6] |
Іспанський священик Закаріс де Візкарра зазначив, що Іспанідад це: 
| «По-перше, союз всіх народів іспанської культури та іспанського походження, розкиданих по Європі, Америці, Африці і Океанії, по-друге, виражає сукупність особливостей, які відрізняють народи іспанської культури та іспанського походження від решти народів світу» |
Іспанідад розглядається її ідеологами як проміжна між національною та релігійною (цивілізаційною), як субцивілізація, побудована на спільності народів іспанського походження, спільності мови та духовної культури.

## Іспаномовні у світі

Поширення іспанської мови у світі
Офіційна мова більшості
Офіційна або адміністративна мова, але не рідна мова більшості
Розмовляє понад 20% населення або є культурно важливою

Нині іспанська є рідною мовою для більше ніж 400 млн осіб, друга після китайської, переважно в Іспанії та країнах Латинської Америки, де вона є державною. У США 50 млн. іспаномовних громадян — це понад 14% від загальної чисельності населення, у Нью-Мексико та Пуерто-Рико іспанська має статус офіційної. 

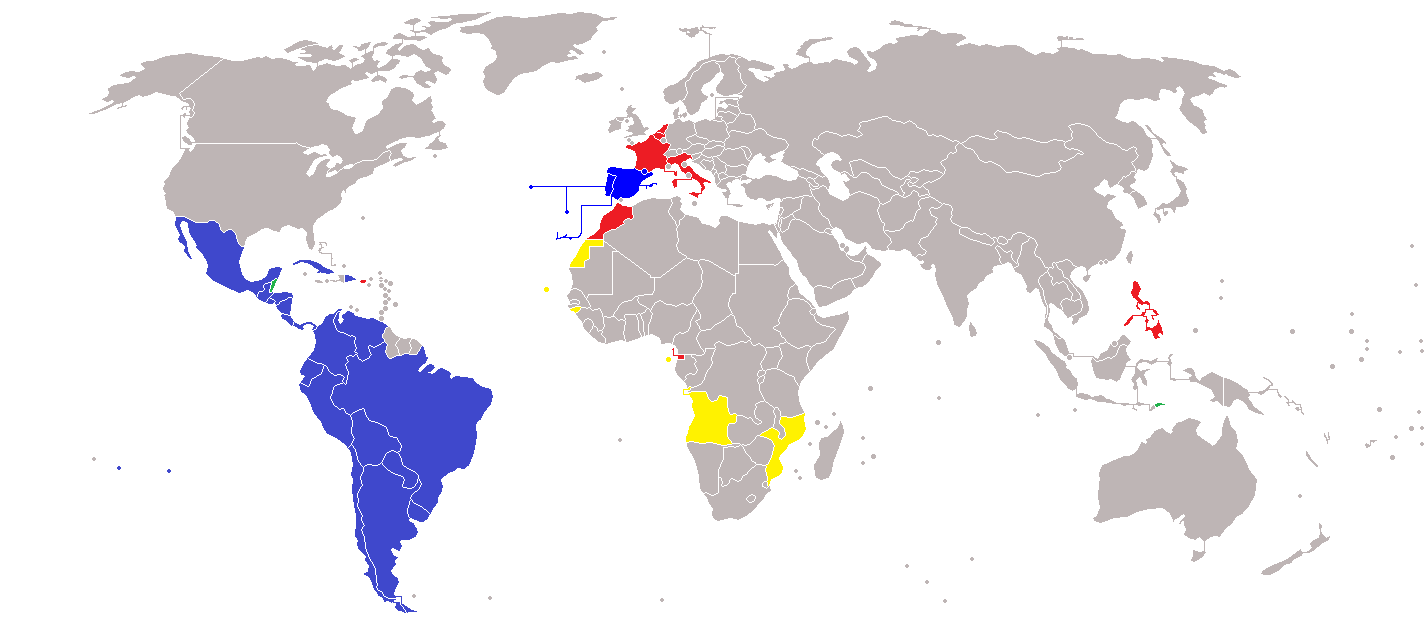
Країни-учасники Іберо-американського саміту
Повноправні члени — Америка
Повноправні члени — Європа
Асоційовані члени
Можливі майбутні країни-члени
Країни, які подали заявку на членство

У Африці два мільйони осіб розмовляють іспанською: у заморських територіях Іспанії (Канарські острови, Сеута, Мелілья), а також у Екваторіальній Гвінеї, де іспанська є офіційною державною мовою. Іспанська мова є другою у світі за популярністю серед іноземних мов (після англійської)
Помітні сліди іспанського впливу на культуру та іспанські запозичення у мовах Філіппін. На Філіппінах іспанська мова була офіційною до ратифікації конституції 1973 року. 
Щорічно 12 жовтня відзначається Всесвітній день іспанідад (ісп. El Día de Hispanidad), приурочений до річниці висадки Христофора Колумба на американську землю. З метою зміцнення солідарності та співпраці країн «іспанідад», створене Ібероамериканське співтовариство націй, у якому беруть участь також Португалія та Бразилія. 
З 1991 року проводяться Іберо-американські саміти — щорічні з'їзди президентів та інших представників більш ніж 20 держав, так чи інакше пов'язаних з іберо-романською культурою.
Важливу роль у просуванні ідей «Іспанідад» належить створеному у 1991 році Інституту Сервантеса. Він докладає зусилля для поширення іспанської мови та культури. Відділення Інституту Сервантеса відкриті в 42 країнах на чотирьох континентах). Помітною є також роль Королівської академії іспанської мови, яка теж має відділення у всіх латиноамериканських країнах.

### Країни
| Європа - Іспанія Азія - Філіппіни Африка - Екваторіальна Гвінея - Західна Сахара | Південна Америка - Аргентина - Болівія - Венесуела - Еквадор - Колумбія - Уругвай - Парагвай - Перу - Чилі | Центральна Америка - Домініканська Республіка - Гватемала - Гондурас - Коста-Рика - Куба - Мексика - Нікарагуа - Панама - Пуерто-Рико - Сальвадор |